# Єрмачок Матвій Лук'янович

Матвій Лук'янович Єрмачок (1903—1979) — радянський воєначальник, генерал-майор танкових військ (1944).

## Життєпис
Народився в селі Довге, нині Битенської сільської ради Івацевицького району Берестейської області Білорусі. У 1919 році закінчив 4 класи гімназії.
До лав РСЧА призваний Барановицьким ОВК у жовтні 1920 року. Учасник громадянської війни в Росії: червоноармієць Кунгурського загону особливого призначення. З червня 1921 року — курсант школи молодшого командного складу 1-го легкого запасного артилерійського дивізіону, з вересня того ж року — курсант Об'єднаних курсів командного складу червоних командирів при Московському військовому окрузі. Член РКП(б) з 1921 року.
З січня 1924 року — командир відділення, з жовтня 1925 року — командир взводу 38-го кавалерійського полку 7-ї кавалерійської дивізії Білоруського військового округу. З грудня 1925 року — політрук ескадрону, з січня 1927 року — командир і комісар кулеметного ескадрону 37-го кавалерійського полку тієї ж дивізії.
З травня 1932 року — слухач Ленінградських бронетанкових курсів удосконалення командного складу. З грудня 1933 року — командир-керівник Ленінградської військової школи. З грудня 1934 по листопад 1938 року — слухач командного факультету Військової академії механізації і моторизації РСЧА імені Й. Сталіна.
З листопада 1938 року — начальник 1-го відділення Автобронетанкового відділу Середньоазійського військового округу. З липня 1940 року — викладач тактики Ленінградських бронетанкових КУКС. З квітня 1941 року — начальник навчального відділу Казанського танкового училища.
У квітні 1942 року призначений начальником штабу 95-ї танкової бригади 9-го танкового корпусу. На фронтах німецько-радянської війни з травня 1942 року: воював на Центральному, 4-му та 2-му Українських фронтах. З січня 1943 року — в.о. заступника командира цієї бригади. З травня 1943 року — в.о. командира 79-ї танкової бригади 19-го танкового корпусу, 21 серпня 1943 року затверджений на посаді. 19 листопада того ж року був важко поранений. З листопада 1943 по листопад 1944 року перебував на лікуванні у шпиталі, з 24 листопада — у розпорядженні УК БТіМВ РСЧА. З січня 1945 року — в.о. заступника командира зі стройової частини 9-го гвардійського механізованого корпусу, у червні 1945 року затверджений на посаді.
Після закінчення німецько-радянської війни 9-й гвардійський механізований корпус був перекинутий до Монголії. Учасник радянсько-японської війни, брав участь у переході Великий Хінган, у боях за Манчжурію, Порт-Артур, Дайрен, Мукден.
З 24 грудня 1945 року — в.о. командира 14-ї механізованої дивізії, у травні 1946 року затверджений на посаді. З 11 вересня 1946 року — командувач бронетанковими і механізованими військами Одеського військового округу.
30 червня 1947 року призначений начальником Київського танко-технічного училища імені Маршала Радянського Союзу С. К. Тимошенка.
11 квітня 1956 року генерал-майор танкових військ М. Л. Єрмачок звільнений у відставку. Мешкав у Києві, де й помер. Похований на Лук'янівському військовому цвинтарі.

## Нагороди
- орден Леніна (06.11.1945);
- три ордени Червоного Прапора (30.11.1943, 03.11.1944, 17.05.1951);
- два ордени Суворова 2-го ступеня (28.04.1945, 31.08.1945);
- орден Кутузова 2-го ступеня (27.08.1943);
- медалі.

## Військові звання
- капітан (Наказ НКО № 0137/п від 13.01.1936);
- майор (Наказ НКО № 261/п від 12.02.1938);
- полковник (Наказ НКО № 2277 від 03.12.1938);
- генерал-майор танкових військ (Постанова РНК № 187 від 18.02.1944).